# عزرا أ. كارمان
عزرا أ. كارمان (بالإنجليزية: Ezra A. Carman)‏ هو ضابط أمريكي، ولد في 27 فبراير 1834 في نيوجيرسي في الولايات المتحدة، وتوفي في 25 ديسمبر 1909 في واشنطن العاصمة في الولايات المتحدة.